# Meeting Areva 2011
Il Meeting Areva 2011 è stato la 13ª edizione del meeting di atletica leggera che si disputa a cadenza annuale, e si è svolto allo Stade de France di Saint-Denis, dalle ore 18:45 alle 21:47 UTC+2 dell'8 luglio 2011. Il meeting è stato la tappa numero otto del circuito di atletica leggera IAAF Diamond League 2011.

## Programma
Il meeting ha visto lo svolgimento di 16 specialità, 9 maschili e 7 femminili; tutte queste erano valide per i punteggi Diamond League.
| # | Orario | Specialità       |
| - | ------ | ---------------- |
| 1 | 19:30  | Salto con l'asta |
| 2 | 20:05  | Salto in alto    |
| 3 | 20:13  | 3000 m siepi     |
| 4 | 20:25  | Salto in lungo   |
| 5 | 20:28  | 400 m            |
| 6 | 20:40  | Lancio del disco |
| 7 | 21:18  | 110 m hs         |
| 8 | 21:33  | 1500 m           |
| 9 | 21:46  | 200 m            |

| # | Orario | Specialità             |
| - | ------ | ---------------------- |
| 1 | 18:45  | Salto triplo           |
| 2 | 18:55  | Lancio del giavellotto |
| 3 | 19:00  | Getto del peso         |
| 4 | 20:03  | 400 m hs               |
| 5 | 20:38  | 800 m                  |
| 6 | 20:48  | 100 m                  |
| 7 | 20:58  | 5000 m                 |

     Specialità valide per la Diamond League

## Risultati
Di seguito i primi tre classificati di ogni specialità.

### Uomini
| Specialità       |                               | Prestazione | 2º classificato     | Prestazione | 3º classificato         | Prestazione |
| 200 m            | Usain Bolt                    | 20.03       | Christophe Lemaitre | 20.21       | Darvis Patton           | 20.59       |
| 400 m            | Chris Brown                   | 44.94       | Jonathan Borlée     | 45.05       | Jermaine Gonzales       | 45.43       |
| 1500 m           | Amine Laalou                  | 3'32.15     | Asbel Kiprop        | 3'33.04     | Bernard Lagat           | 3'33.11     |
| 110 m hs         | Dayron Robles                 | 13.09       | David Oliver        | 13.09       | Dwight Thomas           | 13.18       |
| 3000 m siepi     | Mahiedine Mekhissi            | 8'02.09     | Ezekiel Kemboi      | 8'07.14     | Benjamin Kiplagat       | 8'08.43     |
| Salto in lungo   | Irving Saladino               | 8.40 m      | Chris Tomlinson     | 8.35 m      | Greg Rutherford         | 8.27 m      |
| Salto in alto    | Jaroslav Bába Aleksey Dmitrik | 2.32 m      |                     |             | Ivan Ukhov              | 2.30 m      |
| Salto con l'asta | Renaud Lavillenie             | 5.73 m      | Jérôme Clavier      | 5.63 m =    | Konstantinos Filippidis | 5.63 m      |
| Lancio del disco | Robert Harting                | 67.32 m     | Piotr Małachowski   | 67.26 m     | Gerd Kanter             | 67.24 m     |

     Atleti al primo posto nella classifica di specialità.
     Prestazione che stabilisce il nuovo record del meeting.

### Donne
| Specialità             |                     | Prestazione | 2ª classificata         | Prestazione | 3ª classificata           | Prestazione |
| 100 m                  | Kelly-Ann Baptiste  | 10.91       | Veronica Campbell-Brown | 10.95       | Kerron Stewart            | 11.04       |
| 800 m                  | Caster Semenya      | 2'00.18     | Halima Hachlaf          | 2'00.60     | Jennifer Meadows          | 2'00.74     |
| 5000 m                 | Meseret Defar       | 14'29.52    | Sentayehu Ejigu         | 14'31.66    | Mercy Cherono             | 14'35.13    |
| 400 m hs               | Zuzana Hejnová      | 53.29       | Kaliese Spencer         | 53.45 =     | Natalya Antyukh           | 54.41       |
| Salto triplo           | Yargelis Savigne    | 14.99 m     | Olha Saladukha          | 14.81 m     | Olga Rypakova             | 14.48 m     |
| Getto del peso         | Valerie Adams       | 20.78 m     | Nadezhda Ostapchuk      | 20.49 m     | Jillian Camarena-Williams | 20.18 m =   |
| Lancio del giavellotto | Christina Obergföll | 68.01 m     | Barbora Špotáková       | 67.57 m     | Mariya Abakumova          | 65.12 m     |

     Atlete al primo posto nella classifica di specialità.
     Prestazione che stabilisce il nuovo record del meeting.